# Superintendentura północno-wschodnia
Superintendentura północno-wschodnia, także diecezja północno-wschodnia – jednostka organizacyjna Kościoła Ewangelicko-Augsburskiego w Rzeczypospolitej Polskiej istniejąca w II Rzeczypospolitej od 1922 do 1936 i grupująca parafie tego Kościoła zlokalizowane na obszarze województw białostockiego, nowogródzkiego, poleskiego, wileńskiego i wołyńskiego oraz częściowo warszawskiego.

## Historia
Po zakończeniu I wojny światowej parafie ewangelickie znajdujące się dotychczas na obszarze zachodnich guberni Imperium Rosyjskiego borykały się ze zniszczeniami wojennymi oraz powrotami ich członków z miejsc wysiedlenia w innych częściach kraju, jak również dotknięte były brakiem duchownych, ponieważ ich dotychczasowi duszpasterze w dalszym ciągu znajdowali się na terenie Rosji. Zbory te poprzez włączenie obszaru ich funkcjonowania do terenu II Rzeczpospolitej utraciły również łączność z dotychczasową administracją kościelną z siedzibą konsystorza w Petersburgu. W związku z tym z własnej inicjatywy pomocy tym jednostkom rozpoczęli udzielać księża Kościoła Ewangelicko-Augsburskiego w RP (konsystorz warszawski) z parafii zlokalizowanych na wschodnim obszarze dawnego Królestwa Polskiego. Zaliczali się do nich między innymi ks. Zygfryd Loppe z parafii w Suwałkach oraz ks. Teodor Bergmann z parafii w Chełmie. 
Około połowy roku 1919 zaczęto formalne włączanie zborów z terenów wschodnich II RP do Kościoła Ewangelicko-Augsburskiego. 26 sierpnia 1919 przez Ministerstwo Wyznań Religijnych i Oświecenia Publicznego kościołowi temu został oddany tymczasowy zarząd nad parafiami ewangelickimi działającymi na terytorium powiatów bialskiego, białostockiego oraz sokólskiego, natomiast we wrześniu tego roku częścią Kościoła Ewangelicko-Augsburskiego w RP stała się Parafia Ewangelicko-Augsburska w Grodnie.
Końcem 1919 i początkiem 1920 o włączenie do konsystorza warszawskiego zawnioskowały parafie w Łucku, Nejdorfie,  Rożyszczach, Równem, Tuczynie i Włodzimierzu Wołyńskim. W związku z tym początkiem 1920 duchowni Kościoła Ewangelicko-Augsburskiego, głównie z parafii w Chełmie i Lublinie prowadzili obsługę duszpasterską większości parafii ewangelickich zlokalizowanych na terenie Polesia i Wołynia.
W maju 1920 przez warszawski konsystorz zostały rozpoczęte zabiegi w celu tymczasowego objęcia zwierzchniej władzy kościelnej nad zborami poleskimi i wołyńskimi, a inicjatywa ta została wsparta przez Zarząd Cywilny Ziem Wołynia i Frontu Podolskiego. Wniosek ten był możliwy do przyjęcia po zawarciu traktatu ryskiego. Ministerstwo Wyznań Religijnych i Oświecenia Publicznego w dniu 31 października 1921 opublikowało rozporządzenie, na mocy którego Kościół Ewangelicko-Augsburski w RP otrzymał tymczasowo prawo do stanowienia władzy zwierzchniej nad parafiami ewangelickimi z terenu województwa białostockiego, nowogródzkiego, poleskiego i wołyńskiego, przejmując w związku z tym dotychczasowe kompetencje administrujących nimi formalnie konsystorzy kurlandzkiego i piotrogrodzkiego.
W 1922 zbory z terenów wschodnich Rzeczypospolitej zostały częścią nowo powstałej superintendentury (diecezji) północno-wschodniej. Jednostka ta stała się największą powierzchniowo superintendenturą Kościoła Ewangelicko-Augsburskiego w RP. W jej skład weszły parafie działające na obszarze województw białostockiego, nowogródzkiego, poleskiego, wołyńskiego, Ziemi Wileńskiej, a także fragmentu województwa warszawskiego. W związku z tym superintendentura północno-wschodnia wchłonęła częściowo obszar istniejącej tu do 1918 superintendetury augustowskiej, do której należały włączone do superintendentury północno-wschodniej parafie w Łomży (wraz z filiałem Szczuczyn), Paproci Dużej i Suwałkach (wraz z filiami Augustów i Sejny), natomiast pozostałe parafie dawnej superintendentury augustowskiej znalazły się na obszarze Republiki Litewskiej.
W momencie powstania w 1922 superintendentura północno-wschodnia skupiała 14 parafii i 11 filiałów, stan ten został utrzymany do 1930. Liczyła około 70 000 wiernych obsługiwanych przez jedynie 13 duchownych, którzy częstokroć otaczali opieką duszpasterską placówki odległe od siedziby macierzystej parafii. Przykładowo pastor parafii w Grodnie dojeżdżał również do Szczuczyna oraz administrował parafią w Paproci Dużej, a ksiądz z parafii we Włodzimierzu Wołyńskim prowadził także nabożeństwa w Kowlu i Pińsku. Nabożeństwa były również organizowane w miejscowościach nie posiadających statusu filiału czy kantoratu, jak na przykład w Białowieży, do której na wniosek mieszkańców dojeżdżał ks. Adolf Plamach z Grodna. Ponadto nie wszystkie z parafii wchodzących w skład diecezji posiadały własnego duchownego.
W 1930 na terenie superintendentury powstała nowa parafia w Torczynie. W kolejnych latach liczba parafii wchodzących w skład diecezji pozostała na niezmienionym poziomie. 
Parafie diecezji, przede wszystkim te zlokalizowane na Wołyniu, charakteryzowały się rozbudowaną siecią kantoratów. Według stanu na 1935 do parafii w Tuczynie należało 25 kantoratów, parafia w Rożyszczu posiadała ich 21, parafia w Łucku – 19, parafia w Równem – 16, parafia we Włodzimierzu Wołyńskim – 15, a parafia w Torczynie – 14. Wobec tej sytuacji planowano wówczas powołanie nowych stanowisk proboszczów i wikariuszy. Według pisma ks. Alfreda Kleindiensta z 28 lipca 1936 skierowanego do Evangelischer Oberkinchenrat w Berlinie duchowny ten do października 1936 zakładał zwiększenie liczby księży do 10 na obszarze samego Wołynia.
25 listopada 1936 doszło do uregulowania sytuacji prawnej Kościoła Ewangelicko-Augsburskiego w II Rzeczypospolitej dzięki podpisaniu wówczas przez prezydenta dekretu o stosunku państwa do Kościoła Ewangelicko-Augsburskiego, który został zatwierdzony przez Radę Ministrów 17 grudnia 1936. Dokonane zostały wówczas zmiany w zakresie podziału administracyjnego Kościoła, w wyniku czego superintendentura północno-wschodnia uległa likwidacji. Wchodzące dotychczas w jej skład parafie stały się częścią nowo powstałych diecezji wileńskiej i wołyńskiej, a także częściowo diecezji lubelskiej (Brześć i Mościce) oraz warszawskiej (Paproć Duża i Pułtusk).

## Parafie
| Parafia              | Jednostki                               | Liczba wiernych | Liczba wiernych | Liczba wiernych | Kościół parafialny                            | Ilustracja |
| Parafia              | Jednostki                               | 1922/1923       | 1930            | 1935            | Kościół parafialny                            | Ilustracja |
| -------------------- | --------------------------------------- | --------------- | --------------- | --------------- | --------------------------------------------- | ---------- |
| Białystok            | Białystok (siedziba parafii)            | 4000            | 3800            | 3000            | Kościół ewangelicki w Białymstoku             |            |
| Białystok            | Supraśl (filiał)                        | 750             | 950             | b.d.            | Kościół ewangelicki w Białymstoku             |            |
| Grodno               | Grodno (siedziba parafii)               | 1500            | 1700            | b.d.            | Kościół ewangelicki w Grodnie                 |            |
| Grodno               | Izabelin (filiał)                       | 400             | 500             | b.d.            | Kościół ewangelicki w Grodnie                 |            |
| Grodno               | Michałowo (filiał)                      | 320             | 380             | 230             | Kościół ewangelicki w Grodnie                 |            |
| Łomża                | Łomża (siedziba parafii)                | 630             | 700             | b.d.            | Kościół ewangelicki w Łomży                   |            |
| Łomża                | Szczuczyn (filiał)                      | 30              | 90              | b.d.            | Kościół ewangelicki w Łomży                   |            |
| Łuck                 | Łuck (siedziba parafii)                 | b.d.            | 5000            | 8000            | Kościół ewangelicki w Łucku                   |            |
| Mościce (Nejdorf)    | Mościce (siedziba parafii)              | 3500            | 3000            | 2910            | Kościół ewangelicki w Nejdorfie               |            |
| Mościce (Nejdorf)    | Brześć (filiał)                         | 300             | b.d.            | b.d.            | Kościół ewangelicki w Nejdorfie               |            |
| Paproć Duża          | Paproć Duża (siedziba parafii)          | 710             | 1000            | b.d.            | Kościół ewangelicki w Paproci Dużej           |            |
| Pułtusk              | Pułtusk (siedziba parafii)              | b.d.            | b.d.            | b.d.            | Kościół ewangelicki w Pułtusku                |            |
| Pułtusk              | Nasielsk (filiał)                       | b.d.            | b.d.            | b.d.            | Kościół ewangelicki w Pułtusku                |            |
| Rożyszcze            | Rożyszcze (siedziba parafii)            | b.d.            | 10000           | 8000            | Kościół ewangelicki w Rożyszczu               |            |
| Równe                | Równe (siedziba parafii)                | 4000            | 8000            | 3410            | Kościół ewangelicki w Równem                  |            |
| Równe                | Dubno (filiał)                          | b.d.            | 8000            | 2120            | Kościół ewangelicki w Równem                  |            |
| Suwałki              | Suwałki (siedziba parafii)              | 2790            | 3450            | 3850            | Kościół ewangelicki w Suwałkach               |            |
| Suwałki              | Augustów (filiał)                       | 100             | 170             | 160             | Kościół ewangelicki w Suwałkach               |            |
| Suwałki              | Sejny (filiał)                          | 200             | 350             | 350             | Kościół ewangelicki w Suwałkach               |            |
| Torczyn              | Torczyn (siedziba parafii)              | n.d.            | 4000            | 4600            | Kościół ewangelicki w Torczynie               |            |
| Tuczyn               | Tuczyn (siedziba parafii)               | 6000            | 8000            | 8400            | Kościół ewangelicki w Tuczynie                |            |
| Wilno                | Wilno (siedziba parafii)                | 1200            | 2000            | 2000            | Kościół ewangelicko-augsburski w Wilnie       |            |
| Wiżajny              | Wiżajny (siedziba parafii)              | 2150            | 2800            | 2500            | Kościół ewangelicki w Wiżajnach               |            |
| Włodzimierz Wołyński | Włodzimierz Wołyński (siedziba parafii) | b.d.            | 6000            | 6000            | Kościół ewangelicki we Włodzimierzu Wołyńskim |            |
| Włodzimierz Wołyński | Kowel (filiał)                          | b.d.            | 300             | 800             | Kościół ewangelicki we Włodzimierzu Wołyńskim |            |
| Włodzimierz Wołyński | Pińsk (filiał)                          | b.d.            | b.d.            | 300             | Kościół ewangelicki we Włodzimierzu Wołyńskim |            |